# Стари Крим
Стари Крим (на украински: Старий Крим) е град в южна Украйна, в Автономна република Крим, в Кировски район. Населението му е около 9 480 души (2014).
Разположен е в източната част на полуостров Крим, на 450 m надморска височина на северните склонове на Кримските планини, на 15 km северозападно от бреговете на Черно море и на 76 km източно от град Симферопол. Основан от монголците през XIII век под името Кирим, градът става център на администрацията на Златната орда в Крим и дава името си на целия полуостров.
След завладяването на Крим от Руската империя в края на XVIII век почти цялото население на Стари Крим се изселва. През 1802 година в обезлюдения град са заселени българи, последвани от други заселници. В града дълго време се запазва значително българско присъствие — през 1926 година там живеят към 1200 българи, 25% от населението, а от 1999 година там има българско училище. В наши дни Стари Крим е градът с най-голяма концентрация на кримски татари – 41% от жителите.

## Известни личности
Починали в Стари Крим
- Александър Грин (1880–1932) – руски писател.